# 1973 (numero)
Millenovecentosettantatré (1973) è il numero naturale dopo il 1972 e prima del 1974.

## Proprietà matematiche
- È un numero dispari.
- È un numero primo e un numero primo forte.
  - È un numero primo di Sophie Germain.
- È un numero difettivo.
- È esprimibile in un solo modo come somma di due quadrati: 2017 = 1444 + 529 = 382 + 232.
- È un numero palindromo e un numero ondulante nel sistema posizionale a base 15 (8B8).
- È un numero congruente.
- È un numero nontotiente in quanto dispari e diverso da 1.
- È un numero intero privo di quadrati.
- È un numero malvagio.
- È parte delle terne pitagoriche (915, 1748, 1973), (1973, 1946364, 1946365).

## Astronomia
- 1973 Colocolo è un asteroide della fascia principale del sistema solare.

## Astronautica
- Cosmos 1973 è un satellite artificiale russo.

## Musica
- 1973 (singolo) è un singolo del cantautore britannico James Blunt pubblicato nel 2007.